# Glossa ordinaria

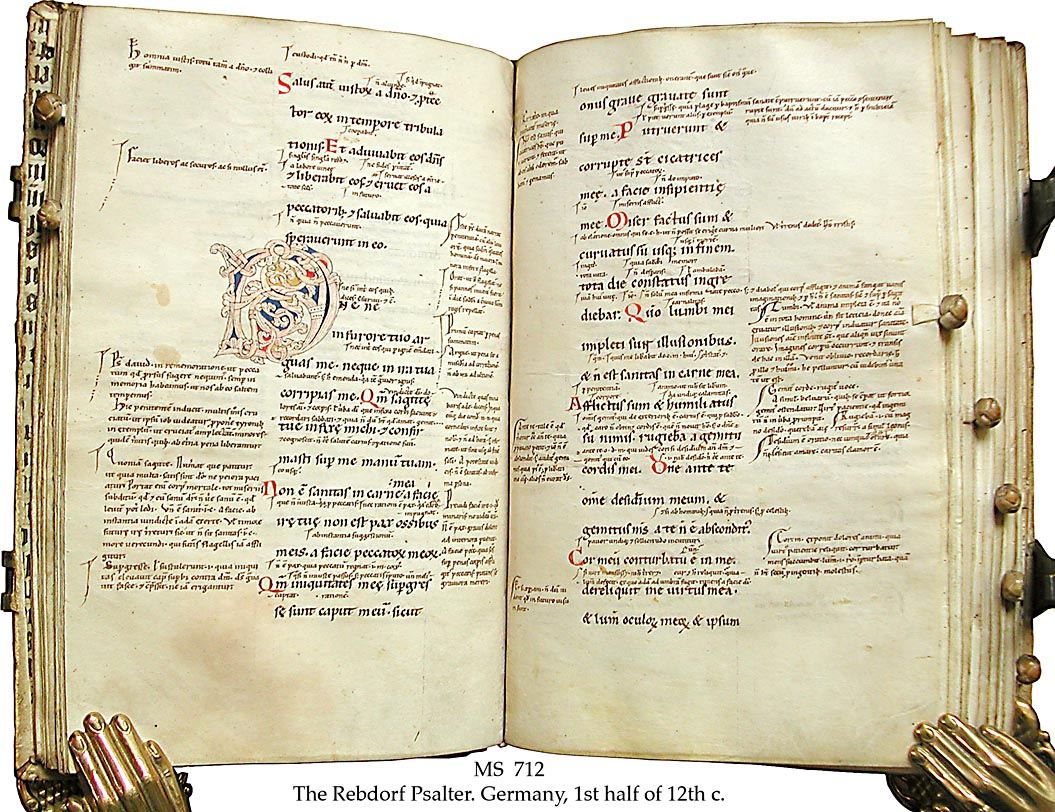
Salterio con Glossa Ordinaria.

La Glossa Ordinaria è una raccolta di glosse di autori patristici, scritte in lingua latina ai margini della Vulgata.
La Glossa è chiamata "ordinaria" per distinguerla da altre tipologie di commenti. In origine, non era un'unica opera organica, ma una raccolta di commenti indipendenti che furono poi rivisti e riorganizzati in un tempo successivo.
La Glossa è coeva alle Mikraot Gedolot ebraiche.

## Storia
Le Glosse ordinariae furono largamente utilizzate nelle scuole cattedrali cristiane dall'età carolingia fino al XIV secolo. Per vari secoli, la Glossa Ordinaria è stata il commento tipico delle Sacre Scritture nell'Occidente cristiano, che ne fu profondamente influenzato.
Nel XII secolo Anselmo di Laon, suo fratello Rodolfo e la cosiddetta Scuola di Laon elaborarono una tipologia di Glossa Ordinaria che ebbe ampio seguito nei secoli successivi ed era stata derivata da glosse ancora più antiche. Si trattava della glossa interlinearis, un commento più breve inserito tra le righe del testo biblico in aggiunta a quelli a margine.
Gilberto l'Universale (m. 1134), altro autore collegato ad Auxerre, è accreditato come il redattore delle glosse di gran parte dell'Antico Testamento, sebbene soltanto le glosse del Libro delle Lamentazioni siano state attribuite a lui con certezza. La Glossa Ordinaria raggiunse una propria forma di riferimento stabile, composta da note interlineari e a margine, solamente a Parigi nella seconda metà del XII secolo.
Tra il 1322 e il 1331, Niccolò di Lira scrisse un commento alla Sacra Scrittura noto come Postilla litteralis Tra il 1333 e il 1339 redasse la Postilla moralis, inerente al senso allegorico della Bibbia. Il postillator, come fu soprannominato l'autore, nei suoi commenti teneva conto delle opere di Rashi e dell'esegesi giudaica contemporanea.
La prima edizione a stampa di una glossa fu pubblicata a Strasburgo nel 1480.
Nel XV secolo, Paolo di Santa María, rabbino ebreo convertitosi al cattolicesimo e poi divenuto vescovo di Burgos, scrisse alcuni commenti aggiuntivi (detti additiones) alle postille di Niccolò di Lira, evidenziando le proprie differenze interpretative rispetto a quest'ultimo. Il Burgensis arricchì le glosse con la sua conoscenza del Talmud.
Nel medesimo secolo Matthias Döring replicò alle additiones di Paolo di Santa María.
Una novità di tutto rilievo arrivò con l'edizione di François Feuardent. Nella prefazione, l'autore spiega di aver corretto la glossa e arricchito il commento. La sua edizione contiene un maggior numero di citazioni dei Padri della Chiesa. Inoltre, nell'Antico Testamento si aggiungono commenti che si riferiscono ai targumim e a vari commentatori ebrei come Rashi, David Kimchi, Abraham ibn ‛Ezra e Nahmanide; nel Nuovo Testamento i commenti sono forniti da Filone d'Alessandria.
Praticamente tutti i riferimenti al mondo giudaico furono epurati dall'edizione benedettina di Douai. L'autore originale non aveva fatto alcuna menzione di autori estranei alla fede cristiana. Nel 1634 i monaci di Douai pubblicarono la seconda edizione. Essa rimase il testo fondamentale di riferimento per i secoli successivi.
La Glossa Ordinaria rimase un'opera di riferimento fino al XX secolo, sebbene fosse stata integrata dalle postille di Ugo di Saint-Cher, dai commenti e dalle postille di Niccolò di Lira.
Fino al XX secolo la paternità della Glossa Ordinaria fu attribuita a Valafrido Strabone, il cui nome compare immancabilmente nei titoli di pressoché tutte le edizioni della Glossa. I volumi 113 e 114 della Patrologia Latina contengono una versione della Glossa ascritta erroneamente a Strabone e proveniente da una tradizione manoscritta successiva.

## Descrizione
La Glossa Ordinaria contiene i commenti a margine di Valafrido Strabone e quelli interlineari di Anselmo di Laon, caratterizzati entrambida un'abbondanza di citazioni patristiche.
Nelle edizioni a stampa include sempre anche le postille di Niccolò di Lira. Il commento è duplice: dapprima, spiega il senso letterale del testo (postilla litteralis), e poi quello allegorico (postilla moralis o anche moralitates). Le postille di Niccolò di Lira non si confondono con la Glossa Ordinaria, ma la seguono: in ogni pagina si trova prima il testo biblico, circondato dalla Glossa Ordinaria, e, in una sezione separata, posta sotto il testo biblico e la Glossa, la postilla litteralis e la postilla moralis.
Alla fine di ogni capitolo compaiono le “aggiunte” di Paolo di Santa María, che iniziano con l'indicazione precisa della frase del testo biblico cui si riferiscono. Alle sue aggiunte seguono le “risposte” di Matías Döring.

## Altre edizioni
Altri scritti che contengono una propria Glossa Ordinaria sono: la Magna glossa di Accursio (detta anche Glossa ordinaria, Glossa magistralis o Glossa accursiana), il decretum Gratiani di Giovanni Teutonico e alcuni testi di Bartolomeo da Brescia.
Sono disponibili edizioni moderne e critiche dei libri della Genesi, Lamentazioni e Cantico dei Cantici.